# Marica Vujković
Marica Vujković (Subotica, 1900. – 1964.) je bačka hrvatska književnica. Pisala je priče, novele i romane, a među ostalim izradila je i mađarsko-srpski rječnik: Szerb-magyar nyélvtan, izdan u Subotici, u nekoliko izdanja (1928., 1929., 1931.) .
Pripadnica je slijeda "ženskog pisma" u književnosti bačkih i srijemskih Hrvata, zajedno s djelima koje su napisale Mara Švel-Gamiršek, Jasna Melvinger i Mara Đorđević-Malagurski., kako je naveo književnik Milovan Miković, analizirajući djelo Željke Zelić.
Svojim djelima (roman) je ušla u antologiju proze bunjevačkih Hrvata iz 1971., sastavljača Geze Kikića, u izdanju Matice hrvatske, kao i u antologiju romana u književnosti Hrvata u Vojvodini, koju je sastavio Milovan Miković, u izdanju osječke Književne revije.

## Djela
- Tereza se obratila, Subotica, 1931.
- Vera Novakova, Beograd, 1934.
- Valjda je moralo bit ..., Beograd, 1935.

## Vanjske poveznice
- Antologija proze bunjevačkih Hrvata  Arhivirana inačica izvorne stranice od 15. travnja 2008. (Wayback Machine)
- Hrvatska riječ  Arhivirana inačica izvorne stranice od 2. kolovoza 2012. (Wayback Machine) Roman u književnosti vojvođanskih Hrvata, 13. veljače 2009.